# Franklin Archibold
Franklin Archibold Castillo (24 augustus 1998) is een Panamees wielrenner.

## Carrière
In 2017 werd Archibold nationaal kampioen tijdrijden, nadat hij drie jaar eerder derde was geworden bij de junioren. In de wegwedstrijd werd hij derde, op vijftien seconden van winnaar Cristofer Jurado. In 2018 won hij opnieuw de nationale titel.

## Overwinningen
2017
 Panamees kampioen tijdrijden, Elite
2018
 Panamees kampioen tijdrijden, Elite
2021
 Panamees kampioen op de weg, Elite
 Centraal-Amerikaans kampioen tijdrijden, Elite
2022
 Panamees kampioen tijdrijden, Elite
 Centraal-Amerikaans kampioen tijdrijden, Elite
2e en 8e etappe Ronde van Guatemala
10e etappe Ronde van Costa Rica
2024
Eindklassement Ronde van Chiriquí
 Panamees kampioen tijdrijden, Elite
 Pan-Amerikaans kampioenschap tijdrijden, elite
2025
 Centraal-Amerikaans kampioen, Elite

## Resultaten in voornaamste wedstrijden
|      | \| Jaar \| \| WK op de weg \| \| ---- \| \| ------------ \| \| 2021 \| \| opgave \| |              |
| Jaar |                                                                                     | WK op de weg |
| 2021 |                                                                                     | opgave       |

### Resultaten in kleinere rondes
| Jaar | Ronde van Chiriquí | Ronde van San Juan | Vuelta del Porvenir San Luis | Vuelta a Formosa Internacional | Ronde van Colombia | Ronde van Guatemala | Ronde van Costa Rica |
| ---- | ------------------ | ------------------ | ---------------------------- | ------------------------------ | ------------------ | ------------------- | -------------------- |
| 2020 |                    | 113e               |                              |                                |                    | 59e                 |                      |
| 2021 |                    |                    |                              |                                | opgave             |                     |                      |
| 2022 |                    |                    |                              | Brons                          |                    | 10e (2)             | 21e (1)              |
| 2023 |                    | 51e                | Zilver                       | 5e                             |                    |                     |                      |
| 2024 | Goud               |                    |                              |                                | 75e                |                     |                      |

(*) tussen haakjes aantal individuele etappeoverwinningen